# Haydn Bendall
Haydn Bendall (1953) is een Brits producer, geluidstechnicus en bespeler van allerlei toetsinstrumenten. Hij was tien jaar lang hoofdtechnicus bij Abbey Road Studios en werd in 2009 bekroond met de Audio Pro Industry Excellence Award voor beste studiotechnicus.
Van origine werkte Bendall in de Orange Studio in Soho en werd vervolgens pianostemmer voor Steinway. In die hoedanigheid komt hij te werken in allerlei geluidsstudios, waaronder de Abbey Road Studio (17 jaar lang) waar het een komen en gaan is van minder bekende tot beroemde artiesten. Bendall werd gevraagd hier en daar in te springen als men om een pianist of bespeler van soortgelijke elektronische apparatuur verlegen zit. Langzaamaan groeide Bendall uit tot een gerespecteerd geluidstechnicus  en producer. Hij werkte onder meer met Sting, Kate Bush, Camel, Paul McCartney, Tina Turner, Fleetwood Mac, Damon Albarn, Elton John, XTC, Pet Shop Boys, Roger Waters en David Gilmour.   In de 21e eeuw was hij betrokken bij albums van Katie Melua (2005). Hij werd niet alleen betrokken bij popmuziek; ook klassiek zangeres Kiri Te Kanawa maakte gebruik van zijn diensten.